# Marionina subtilis
Marionina subtilis är en ringmaskart som först beskrevs av Ude 1896.  Marionina subtilis ingår i släktet Marionina och familjen småringmaskar. Inga underarter finns listade i Catalogue of Life.